# Pillertrillaren
Pillertrillaren är en svensk komedi- och thrillerfilm från 1994, skriven och regisserad av Björn Gunnarsson. I de ledande rollerna ses Jakob Eklund och Kayo.

## Handling
David Lesser har svårt att behålla sina jobb, hans nya jobb är som försäljare på medicinföretaget Bremco, där möter han Angelica och blir blixtförälskad. Förutom att hon är chefens dotter upptäcker snart David att hennes fästman Rico är otrogen mot henne. En dag hittar David en diskett som visar att märkliga medicinska tester pågår på företaget, något som snart leder till att han blir utsatt för flera mordförsök.

## Rollista i urval
- Jakob Eklund - David Lesser
- Kayo - Angelica Bremling
- Kent Andersson - Gordon Bremling
- Björn Gustafson - Bertil
- Göran Ragnerstam - Leif
- Ulla Skoog - Birgitta Soling
- Rolf Skoglund - Lennart Lundberg
- Reuben Sallmander - Ragnar 'Rico' Bensen
- Niklas Falk - Reine
- Petra Nielsen - Monique
- Tina Leijonberg - Angelicas väninna
- Sten Ljunggren - Patient
- Leif Andrée - Biljettvakten

## Om filmen
Pillertrillaren var Gunnarssons regidebut efter att tidigare ha verkat som ljudtekniker, klippare och manusförfattare. Gunnarsson skrev även manus till Pillertrillaren. Filmen producerades av Waldemar Bergendahl för Svensk Filmindustri. Den fotades av Olof Johnson och klipptes av Jan Persson.
På ett planeringsstadium såg filmens rollista annorlunda ut. Björn Granath var tänkt att spela Kent Anderssons roll som Gordon Bremling, Krister Henriksson Rolf Skoglunds roll som Lennart Lundberg och Anna-Lena Brundin Petra Nielsens roll som Monique. Ledmotivet Om du vill ha mig som jag är och en del annan filmmusik komponerades av Niklas Strömstedt och Tommy Ekman.
Filmens slutscen uppvisar stora likheter med slutet i filmen Crocodile Dundee – en storviltjägare i New York.

## Utgivning

### Biografer
Pillertrillaren hade biopremiär den 11 februari 1994 på ett flertal biografer runt om i Sverige. Filmen sågs sammanlagt av 106 685 personer och spelade in 5 732 934 svenska kronor.

## Mottagande
Filmen fick övervägande negativ kritik. I Aftonbladet skrev Jens Peterson: "Pillertrillaren är slarvigt berättad och tappar bort flera intrigbitar." Han berömde dock Jakob Eklunds, Kayos, Ulla Skoogs och Niklas Falks rollprestationer. Peterson menade också att Kayos sångnummer i filmen gör att "allting avstannar" och drog paralleller till Åsa Nisse-filmerna. Han fortsatte: "Så blir det när man inte har något att berätta, utan bara vill sälja biobiljetter, och popcorn."
I Expressen recenserades filmen av Lars Lindström. Han berömde inledningen, den burleska humorn och Rolf Skoglunds och Ulla Skoogs rollprestationer. Han ansåg också att Eklunds och Kayos roller var "trevliga" och "rara", men konstaterade också att "Utrymme för mycket mer ges inte heller." I Svenska Dagbladet recenserade Jeanette Gentele filmen. Hon skrev: "Bergendahls idéer är kanske inte dåliga, men Gunnarsson lyckas aldrig få dem att gå ihop" och pekade på flera stora logiska luckor i filmens slut. Även Dagens Nyheters Helena Lindblad var kritisk: "I Pillertrillaren ska äkta romantik och skojfrisk humor föreställa en bättre medicin än de råttdödare som filmens pillerfirma Bremco framställer. Jag tvivlar på det."
Även Göteborgs-Postens Mats Johnson gav filmen ett negativt omdöme. Han skrev: "Problemet med Pillertrillaren är att regissör Gunnarsson specialskrivit replikerna och karaktärerna med tanke på de aktuella skådespelarna som nu hamnar farligt nära självparodi med till exempel Björn Gustafson som en Dynamit-Harry i kostym."